# Magyarország csapadékrekordjainak listája
Magyarország csapadékrekordjainak listája tartalmazza lista formában az adott napokhoz kapcsolódó csapadékmaximumokat dátummal, helyzetmeghatározással.

## Magyarország csapadékrekordjainak listája

### Május
| Május |                        |                                         |                 |       |
| Nap   | Csapadékmennyiség (mm) | Korábbi rekord településnévvel és évvel | Helyszín        | Év    |
| 30.   | 141,2                  | 84,2 mm (Dobogókő), 1998                | Dédestapolcsány | 2019. |

### Június
| Június |                        |                                         |          |       |
| Nap    | Csapadékmennyiség (mm) | Korábbi rekord településnévvel és évvel | Helyszín | Év    |
| 10.    | 173                    | ----                                    | Bánkút   | 2018. |
| 16.    | 144,4                  | 104,8 mm, (Kisnána), 1999               | Rakamaz  | 2019. |
| 19.    | 117,8                  | 101,3 (Szőlősardó), 1956                | Fonyód   | 2019. |
| 23.    | 154,9                  | 115,4 mm, (Hajdúböszörmény), 1982       | Terpes   | 2019. |

### Július
| Július |                        |                                         |          |       |
| Nap    | Csapadékmennyiség (mm) | Korábbi rekord településnévvel és évvel | Helyszín | Év    |
| 28.    | 177,0                  | ----                                    | Kompolt  | 2003. |

### Augusztus
| Augusztus |                        |                                         |           |       |
| Nap       | Csapadékmennyiség (mm) | Korábbi rekord településnévvel és évvel | Helyszín  | Év    |
| 1.        | 110,6                  | 100,8 Bak, 1937                         | Bükkzsérc | 2019. |
| 13.       | 126,1 mm               | 87,5 (Celldömölk), 2010                 | Varbó     | 2019. |

### Szeptember
| Szeptember |                        |                                         |          |       |
| Nap        | Csapadékmennyiség (mm) | Korábbi rekord településnévvel és évvel | Helyszín | Év    |
| 8.         | 202,7                  | ---                                     | Gyömrő   | 1963. |

### December
| December |                        |                                         |           |       |
| Nap      | Csapadékmennyiség (mm) | Korábbi rekord településnévvel és évvel | Helyszín  | Év    |
| 22.      | 65,5                   | 41,6 mm (1914), Várpalota               | Bakonybél | 2019. |

OKTÓBER
40mm Budapest

## Kapcsolódó lapok
- Magyarország éghajlata
- Magyarország hőmérsékleti rekordjainak listája